# Bénie Traoré
Bénie Adama Traoré, född 30 november 2002, är en ivoriansk fotbollsspelare som spelar för schweiziska Basel.

## Karriär
Traoré är fostrad i ASEC Mimosas akademi. Inför säsongen 2021 värvades Traoré av BK Häcken, där han skrev på ett fyraårskontrakt. Traoré tävlingsdebuterade den 21 februari 2021 i en 2–0-vinst över Dalkurd FF i Svenska cupen. Han gjorde allsvensk debut den 11 april 2021 i en 1–0-förlust mot Halmstads BK. Traoré gjorde totalt tre mål och tre assist på 27 matcher i Allsvenskan 2021.
Den 6 mars 2022 i en cupmatch mot Hammarby IF råkade Traoré ut för ett benbrott vilket gjorde att han missade hela den allsvenska säsongen 2022. I september 2022 förlängde Traoré sitt kontrakt i BK Häcken fram till 2026.
Traore såldes till Sheffield United i augusti 2023. Innan övergången ledde han den Allsvenska skytteligan med 12 mål. Han spelade 8 matcher för klubben innan han lånade ut till franska klubben Nantes.
Den 22 juli 2024 värvades Traoré av schweiziska Basel, där han skrev på ett fyraårskontrakt.